# Beate Zanner
Beate Zanner (* 9. November 1982 in Gera) ist eine ehemalige deutsche Radrennfahrerin.

## Sportliche Laufbahn
In der Rad-Bundesliga 2010 wurde Beate Zanner Dritte und 2011 holte sie sich den vierten Rang. Bei den Deutschen Straßen-Radmeisterschaften 2014 wurde sie Achte im Straßenrennen. 2015 wurde sie deutsche Bergmeisterin.
2016 wechselte Zanner nach zehn Jahren beim RC Gera 92 zum 1. RC Jena, wo sie vom Ex-Profi Torsten Hiekmann trainiert wurde. In der Bundesliga wurde sie Gesamtzweite und gewann mit ihrem Team die Mannschaftswertung.
Von 2017 bis zu ihrem Karriereende nach dem Ablauf der Saison 2021 startete Zanner für das Maxx-Solar Women Cycling Team. Sie gewann die Einzelwertung der Rad-Bundesliga 2017 und 2018 sowie mit ihrem Team die Radbundesliga-Mannschaftswertungen 2018, 2019 und 2020. Bei den Deutsche Straßen-Radmeisterschaften 2018 wurde sie Vierte im Straßenrennen.

## Erfolge
2016
- Deutsche Meisterin – Berg

2017
- Gesamtwertung Rad-Bundesliga

2018
- Gesamtwertung Rad-Bundesliga